# Pável Dybenko
Pável Efímovich Dybenko (ruso: Па́вел Ефи́мович Дыбе́нко, ucraniano: Дибенко Павло Юхимович), (Liudkovo, Gobernación de Chernígov,  16 de febrerojul./ 28 de febrero de 1889greg.-Moscú, 29 de julio de 1938) fue un revolucionario y militar soviético, que alcanzó el grado de Comandante de Ejército de 2.º Rango. Detenido en febrero y ejecutado en julio de 1938 fue rehabilitado en 1956.

## Primeros años
Pável Dybenko nació en Liudkovo, distrito de Novozýbkov, en la Gobernación de Chernígov en una familia de campesinos ucranianos. Trabajó como estibador en el puerto de Riga y en 1912 se le reclutó en la Flota del Báltico.
Se afilió al partido bolchevique en junio de 1912, cuando estaba destinado en calidad de estudiante en el destacamento de minado Kronstadt, uno de los lugares donde se concentraban los revolucionarios de las Flota del Báltico. En 1915 fue detenido por el motín del barco Imperator Pavel I. Después de cumplir seis meses de prisión, se lo envió a la costa para luchar en el frente, en los alrededores de Riga, en un batallón de marineros, donde se lo arrestó por distribuir propaganda revolucionaria entre los soldados; se lo sentenció a dos meses de prisión en el verano de 1916 y más tarde sirvió como suboficial en los barcos de transporte de Helsingfors (Helsinki).

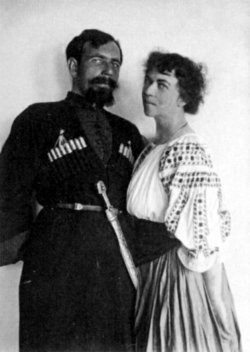
Pável Dybenko y Aleksandra Kolontái

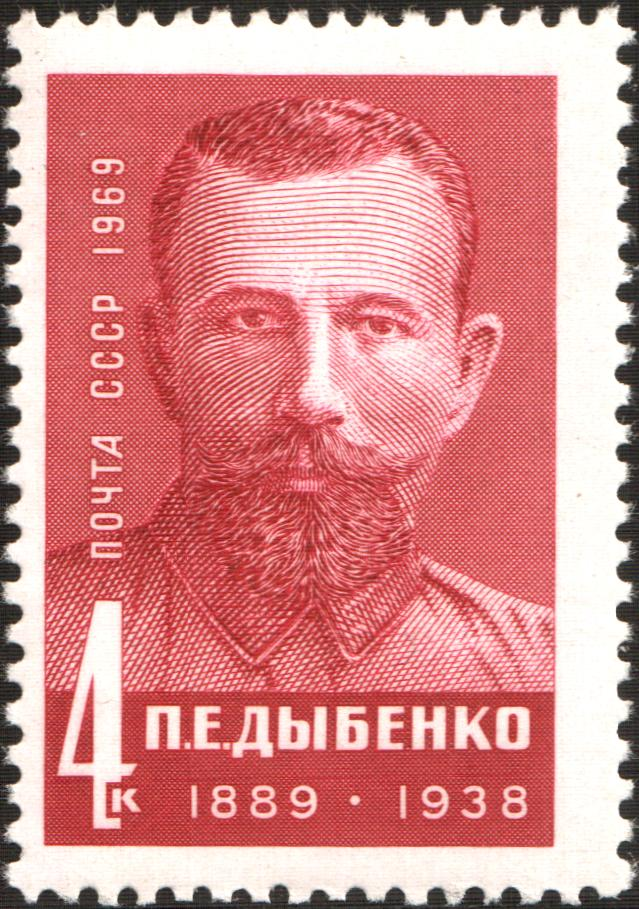
Sello postal soviético dedicado a Pável Dybenko. 1969

## Revolución
Es liberado en 1917 durante la Revolución de Febrero, convirtiéndose en miembro del Sóviet de Helsingfors, y desde abril de 1917 jefe del Tsentrobalt (Comité Central de la Flota del Báltico). Fue pareja de Aleksandra Kolontai por breve tiempo.

## Enlaces
- Datos: Q921269
- Multimedia: Pavel Dybenko / Q921269